# August Natterer
August Natterer (Schornreute, 3 de agosto de 1868 – Rottweil, 7 de outubro de 1933), ou Neter, foi um artista marginal esquizofrênico alemão.

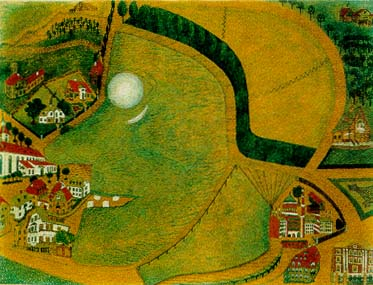
Hexenkopf (A Cabeça da Bruxa), c. 1915

## Biografia
August Natterer, que recebeu o pseudônimo Neter de seu psiquiatra para protegê-lo e à sua família do imenso estigma social associado com doenças mentais à época, nasceu em 3 de agosto de 1868 em Schornreute, próximo a Ravensburg, Alemanha, filho de um escriturário e o mais novo de nove filhos. Natterer estudou engenharia, casou-se, fez várias viagens e teve uma carreira bem-sucedida como um eletricista, mas repentinamente começou a ser acometido por delírios e ataques de pânico. Em 1º de abril de 1907 teve uma alucinação pivotal sobre o Juízo Final durante a qual "mais de 10.000 imagens piscaram num período de meia hora". Ele a descreveu da seguinte maneira:
Eu vi uma mancha branca nas nuvens se aproximar – todas as nuvens pararam – e então a mancha branca foi embora e ficou parada, o tempo todo, tal qual uma tabuleta no céu. Na mesma tabuleta, ou tela, ou palco, imagens tão rápidas quanto um flash seguiram umas às outras, umas 10.000 delas em meia hora... o próprio Deus apareceu, a bruxa, que criou o mundo – em meio a visões mundanas: imagens de guerra, continentes, memoriais, castelos, belos castelos, tais como a glória do mundo – mas tudo isso visto em imagens celestiais. Elas tinham no mínimo uns 20 metros de altura, límpidas de se observar, quase descoloridas como fotografias... As imagens eram epifanias do Juízo Final. Cristo não pôde concluir a salvação por ter sido crucificado cedo demais... Deus as revelou a mim para que eu realizasse a salvação.
Este acontecimento o levou a uma tentativa de suicídio e à internação ao primeiro de vários hospitais psiquiátricos pelos quais passou durante os próximos 26 anos de sua vida. Dali em diante Natterer passou a se autoproclamar um filho ilegítimo de Napoleão e "o Redentor do Mundo". A visão lhe inspirou uma intensa produção de desenhos, todos documentando imagens e ideias vistos por ele. Morreu em 7 de outubro de 1933 num sanatório em Rottweil.[carece de fontes?]

## Trabalhos artísticos

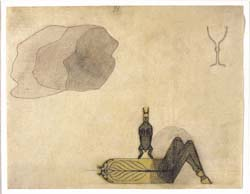
Weltachse mit Haase (Eixo do Mundo, com Coelho), 1919

Natterer foi um dos "mestres esquizofrênicos" perfilados por Hans Prinzhorn em sua obra seminal Bildnerei der Geisteskranken (A Arte dos Doentes Mentais). Seus desenhos são tentativas de capturar as "10.000 imagens" de sua alucinação de 1º de abril, e são sempre realizados num estilo claro e objetivo, semelhantes a um desenho técnico. Isto talvez se deva à sua formação como eletricista.[carece de fontes?]
Natterer alegou que Eixo do Mundo, com Coelho, visto à direita, previra a Primeira Guerra Mundial. O coelho representa "a incerteza da boa fortuna. Ele começou a correr no rolo... o coelho então virou uma zebra (parte de cima listrada) e depois um burro (cabeça de burro) feito de vidro. Amarraram um guardanapo no burro; estava sendo barbeado".
A pintura Édipo Rei, de Max Ernst, foi influenciada pelo desenho de Natterer O Pastor Miraculoso.